# Oonops pulcher
Oonops pulcher är en spindelart som beskrevs av Robert Templeton 1835. Oonops pulcher ingår i släktet Oonops och familjen dansspindlar. Utöver nominatformen finns också underarten O. p. hispanicus.